# Chilicola vernalis
Chilicola vernalis là một loài Hymenoptera trong họ Colletidae. Loài này được Philippi mô tả khoa học năm 1866.